# Joseph Oswald von Attems
Joseph I. Oswald Graf von Attems (* Jänner 1679 in Görz; † 4. Mai 1744 in Lavant (St. Andrä)) war Bischof von Lavant von 1724 bis 1744.

## Leben
Joseph Oswald wurde vermutlich Anfang Jänner 1679 in Görz als Sohn des Julius Anton Graf von  Attems und der Maria Anna Gräfin Kuenburg geboren. Am 12. Jänner 1679 wurde er in der dortigen Pfarrkirche Santi Ilario e Taziano getauft. Nach ersten Überlegungen zu einer militärischen Laufbahn entschied er sich für den geistlichen Weg und wurde am 30. November 1702 in Udine zum Priester geweiht. Er wurde Domherr zu Salzburg. Am 14. Februar 1720 wurde er zum zusätzlich zu seinem Amt als Propst des Schneeherrnstiftes am Dom zu Salzburg zum Salzburger Hofratspräsidenten ernannt. Am 20. Februar 1724 wurde er vom Salzburger Erzbischof Franz Anton von Harrach zu Rorau zum Bischof von Lavant ernannt und am 25. Februar 1724 zum Bischof geweiht. Er starb  am  4. Mai 1744 in Lavant (St. Andrä). 